# FestiValderAa
FestiValderAa is een jaarlijks terugkerend driedaags festival in Schipborg in Nationaal beek- en esdorpenlandschap Drentsche Aa. In 2018 trok het circa 9.000 bezoekers verspreid over drie dagen.
Het festival is in 2010 voor het eerst georganiseerd uit het idee om het Oerol Festival van Terschelling naar het vasteland te halen. Veel van de bewoners van het kleine dorp zijn betrokken bij de organisatie van het festival. Zo worden terugkerende objecten gedurende de rest van het jaar gestald op particuliere terreinen. 
Het festival bestaat uit een festivalterrein aan de Ruitersteeg waar polsbandjes voor gekocht dienen te worden en losse theaterlocaties verspreid over de omgeving waar losse kaartjes voor gekocht dienen te worden. De bandjes voor het festival zijn per dag verkrijgbaar of een passe-partout voor het gehele weekend. De theaterlocaties hebben namen die vaak gerelateerd zijn aan de soort locatie en de eigenaar. Voorbeelden van locaties zijn: Auke's landje, Plas van Glas en Geja's Peerdestal. Tijdens het festival is doorgaand verkeer in het dorp afgesloten en kunnen de bezoekers van het festivalterrein naar de locaties reizen met een huifkar of op de (gehuurde) fiets. Het festivalterrein is ook erg gericht op kinderen, met een kinderweide en verschillende kinderactiviteiten van Staatsbosbeheer.

## Naam
De naam van het FestiValderAa slaat op festival, falderie-faldera en op "Val der Aa" oftewel het dal van de Drentsche Aa.

## Natuurbehoud
Het FestiValderAa wordt gehouden in een Nationaal Park waardoor er hoge waarde wordt gehecht aan het behoud en schoonhouden van de natuur. Dit probeert men te bereiken door veel afvalbakken, statiegeld op dienbladen en gratis consumpties voor het verzamelen van plastic bekertjes. 